# Американизация Эмили
«Американизация Эмили» (англ. The Americanization of Emily) — американский комедийно-романтический драматичный военный фильм 1964 года режиссёра Артура Хиллера.
Фильм был номинирован на премию «Оскар» в категориях «за лучшую режиссуру» и «лучшую операторскую работу», а исполнительница главной роли актриса Джули Эндрюс была номинирована на премию BAFTA в категории «Лучшая актриса».
В 2004 году газета «Нью-Йорк Таймс» включила фильм в число лучших 1000 фильмов, когда-либо снятых.

## Сюжет
Действие фильма происходит в 1944 году во время Второй мировой войны в Лондоне, в течение нескольких недель, предшествовавших Дню «Д» и в этот день.
Лейтенант-коммандер Чарли Мэдисон, офицер тыловой службы ВМС США, циничный и высокоэффективный адъютант адмирала Уильяма Джессапа в Лондоне. «Работа» Чарли состоит в том, чтобы снабжать своего начальника и других высокопоставленных офицеров деликатесами, предметами роскоши и… любезными англичанками. Неожиданно для себя он влюбляется в одну из них — работающую на базе Эмили Барэм, которая потеряла своего мужа, брата и отца на войне, и живёт с матерью, очень скромно в это военное время. Стремящийся к удовольствиям «американский» образ жизни Чарли в условиях военного времени одновременно очаровывает и вызывает отвращение Эмили, но, влюблённая, она не хочет потерять ещё одного любимого человека на войне и находит «практикующего труса» Чарли неотразимым.
Адмирал Уильям Джессап — психически неуравновешенный — одержим идеей о том, что армия США и её ВВС затмевают ВМФ в предстоящем вторжении в «День „Д“», и решает, что «первый погибший на Омаха-Бич должен быть моряком», задокументирует это группа с фронтовым оператором, а погибшего героя со всеми почестями похоронят в «Могиле Неизвестного моряка».
Чарли получает приказ адмирала возглавить «съёмочную группу». Несмотря на все свои усилия избежать выполнение поручения, Чарли и его закадычный друг капитан-лейтенант Пол Каммингс, вынуждены выполнять приказ — находят оператора и в «День „Д“» с первым морским десантом высаживаются на Омаха-Бич. Но оказавшись на берегу, Чарли приказывает группе вместо съёмок укрыться, и карьерист Каммингс, спешащий угодить адмиралу настаивающий на съёмке, стреляет ему в ногу из пистолета. Чарли хромая убегает, и в это время немецкий артиллерийский снаряд падает рядом с ним — делая его первой американской жертвой на пляже Омахи…
Адмирал собирается делать доклад в Сенате о том, что «первый герой погибший при операции был из флота». Сотни обложек газет и журналов перепечатывают фотографию Чарли — в одиночку выбегающего на берег (на самом деле пытаясь убежать от Каммингса), что делает его героем войны. Но вдруг приходит неожиданная новость, Каммингс докладывает: «первый мертвец на пляже Омахи ожил» — Чарли не погиб, находится в госпитале в Англии. Адмирал находит выход из положения: теперь в Сенате он покажет не только фото «героической гибели офицера флота», но и чудо его спасения — «непогибаемости флота».
Чарли, инвалид с перебитой ногой, у которого на пороге смерти произошла переоценка ценностей, вдруг нехарактерно для себя планирует действовать благородно — рассказать миру правду о том, что произошло, даже если это означает быть заключенным в тюрьму за трусость. Но Эмили убеждает его выбрать счастье с ней, тихонько жить — молчать и принять роль героя.
Нереализованный альтернативный финал:
Сценарием были запланированы две концовки, значительно отличавшиеся, частично кадры другого варианта даже были сняты, но режиссёр остановился на условном «хэппи энде»; по другой версии Мэдисон погибал на Омахе-Бич, в то время как Каммингс был повышен до адмирала, а Эмили Барэм сходила с ума и помещалась в сумасшедший дом, где также оказался адмирал Уильям Джассап.

## В ролях
- Джеймс Гарнер — лейтенант-коммандер Чарльз Мэдисон
- Джули Эндрюс — Эмили Бэрхэм
- Джеймс Коберн — капитан-лейтенант Пол Каммингс
- Джойс Гринфил — миссис Бэрхэм, мать Эмили
- Кинан Уинн — старый матрос
- Мелвин Дуглас — адмирал Вильям Джессап
- Эдвард Биннс — адмирал Томас Хэйли
- Уильям Уиндом — капитан Хэрри Спаундинг
- Джон Кроуфорд — офицер Пол Адамс
- Линда Марлоу[англ.] — Пэт
- Лиз Фрейзер[англ.] — Шейла
- Шэрон Тейт — красивая девушка
- Стив Франкен — молодой моряк

Три женщины, с которыми спит капитан-лейтенант Пол Каммингс (актёр Джеймс Коберн), в титрах фильма названы «тремя безымянными бабами» («The Three Nameless Broads»), их роли исполняют, в порядке появления: Джанин Грей, Джуди Карне и Кэти Керш.

## Съёмки
Павильонные съёмки велись на киностудии Metro-Goldwyn-Mayer в Калвер-Сити. Пляжные кадры были сняты в Окснарде, Калифорния. Для съёмок десантирования в «День „Д“» были использованы два десантных катера типа LCVP полученные от «гражданских лиц», поскольку ВМС США отказались помогать съёмкам и предоставить суда из-за циничного отношения сценария к войне.
Сцена героя с девушками изначально была более откровенна, но продюсер Мартин Рэнсохофф после споров с администратором производственного кода Джеффри Шерлоком был вынужден отступить чтобы получить разрешение MPAA — кадры с наготой актрис были вырезаны.

## Об авторах
Хотя фильм показывает военных и войну сатирически, но его авторы реально воевали.
Фильм снят по одноимённому роману 1959 года Уильяма Брэдфорда Хьюи, частью автобиографичному — он был офицером административной службы ВМФ США во время Нормандской операции.
Сценарист, адаптировавший роман, Пэдди Чаефски своё имя получил на войне — в конце Второй мировой войны он вступил в ряды Армии США, где и получил прозвище «Пэдди», которое носил до конца жизни. Он служил рядовым солдатом 104-й пехотной дивизии, после высадки в Германии, близ Ахена, был ранен взрывом мины, награждён медалью «Пурпурное сердце».
Исполнитель главной роли — «честного труса» тыловика Чарльза Мэдисона актёр Джеймс Гарнер — тоже воевал, но не во время Второй мировой (он был тогда подростком), а во время Корейской войны — в составе 24 дивизии армии США провёл на фронте 14 месяцев, был дважды ранен, дважды награждён медалью «Пурпурное сердце».
Режиссёр фильма Артур Хиллер в войну служил в Королевских ВВС, штурман бомбардировщика «Галифакс», участник боевых вылетов над контролируемой нацистами Европой.

## Отличие от романа
В отличие от фильма, роман намного драматичнее. Фильм, сохранив название, персонажей, ситуацию, фон и множество конкретных сюжетных инцидентов, всё-таки рассказывает совсем другую историю, нежели роман. По словам сценариста: «я нашел книгу, которая серьёзна по тону, по существу смешной сатирой, и именно так я отношусь к ней».
Отличен характер героя и ситуации: в фильме Чарли всё-таки не готов сделать документальный фильм, который потребовал адмирал, и ему помогает только пара неуклюжих пьяных матросов. Но в романе Чарли до войны в гражданской жизни был профессиональным пиарщиком, и как пропагандист серьёзно относится к заданию, собирая команду компетентных кинематографистов.

### «Американизация»
Фильм никогда прямо не объясняет, что подразумевается под термином «американизация». Исходя из финальных слов героини («всё это время я боялся американизироваться, а ты, глупый осел, превратился в чертова англичанина») «американизация» — значит относиться к войне легко как американец Чарли, которому противопоставлено серьёзное отношение к войне англичанки Эмили.
Однако, в отличие от фильма роман конкретно и однозначно использует термин «американизированная» для обозначения женщины, которая принимает, как нормальное условие военного времени, обмен своих сексуальных услуг на подарки в виде дефицитных в военное время продуктов и вещей — в романе на вопрос «была ли Пэт американизирована?» даётся ответ:

Полностью. Она носит диафрагму в своей сумке. Она видела потолки в половине комнат отеля. Она просит, чтобы это было после ужина: ей не нравится, когда это на пустой желудок.
Оригинальный текст (англ.)Thoroughly. She carries a diaphragm in her kitbag. She has seen the ceilings of half the rooms in the Dorchester [hotel]. She asks that it be after dinner: she doesn't like it on an empty stomach.

Эта тема проходит через весь роман. Так героиня говорит: «Мы точно так же, как в борделе … только мы не продаемся за наличные. Мы меняем это на бифштекс, яйца, губную помаду, нейлоновые чулки, вот это платье приехало из Сакса на Пятой авеню в дипломатической сумке»; Эмили спрашивает: «Я веду себя как шлюха?», получая ответ: «Блуд — это занятие мирного времени».

## Невошедшая песня
Специально для фильма была написана песня «Эмили», музыка Джонни Манделя на стихи Джонни Мерсера в исполнении Фрэнка Синатры, которая вошла в его альбом «Извини, я покидаю тебя». Эта песня не вошла в фильм, и поэтому не могла быть номинирована на премию «Оскар».

## Критика
Эта война, мисс Барэм, к которой мы, американцы, так нечувствительны, является результатом 2000 лет европейской жадности, варварства, суеверий и глупости. Не вините в этом наши бутылки из-под Кока-Колы. Европа была процветающим борделем задолго до того, как мы приехали сюда. Вы, британцы, разграбили полмира ради собственной выгоды, давайте не будем выдавать это за эпоху Просвещения.
Мы никогда не положим конец войнам, обвиняя в этом министров и генералов, или разжигающих войну империалистов, или всех прочих банальных пугал огородных. Это все мы ставим статуи этим генералам и называем бульвары в честь этих министров.
Фильм был номирован на «Оскар» и BAFTA, успешен в прокате — при бюджете в 2,7 млн долларов сборы составили более 4 млн долларов.
Но фильм, из-за своего характера показа военных и войны, носящий оттенок насмешки и скандальности, получил полярные оценки.
В современной рецензии для «Нью-Йорк Таймс» критик Босли Краузер похвалил сценарий как включающий в себя «… некоторые удивительно хорошие тексты с некоторой резкой непочтительностью».
Журнал «Slant Magazine» в 2005 году писал: «Несмотря на то, что фильм немного переполнен многословными речами, скабрезно-забавный сценарий Чайефского наполнен отрывистыми, потрескивающими диалогами», а в своей монографии «A Journey Through American Literature» академик Кевин Дж. Хейс похвалил монологи Чайефского для роли Гарнера как «волнующие».

Критическое изображение героизма военного времени, переданное в оригинальном тексте Хюи и сценарии Чаефского, вызвало неоднозначную реакцию критиков и зрителей. Артур Хиллер опубликовал в защиту фильма статью в «Лос-Анджелес Таймс» от 3 января 1965 года после публичного показа в местном кинотеатре, утверждая, что многие зрители неправильно истолковали тон фильма как неодобрение солдат вместо «комментария о безумии атрибутов войны», которые часто праздновались.
Оригинальный текст (англ.)The critical depiction of wartime heroism conveyed in Huie’s original text and Chayefsky’s screenplay elicited a mixed response from critics and audiences. Arthur Hiller published a defense of the film in the 3 Jan 1965 LAT after attending a public screening at a local theater, claiming that many viewers misinterpreted the tone as disapproval of soldiers instead of a “comment on the lunacy of the attributes…[attached] to war” that were often celebrated.
— Американский институт кино